# سن لورنزو (کالابریا)

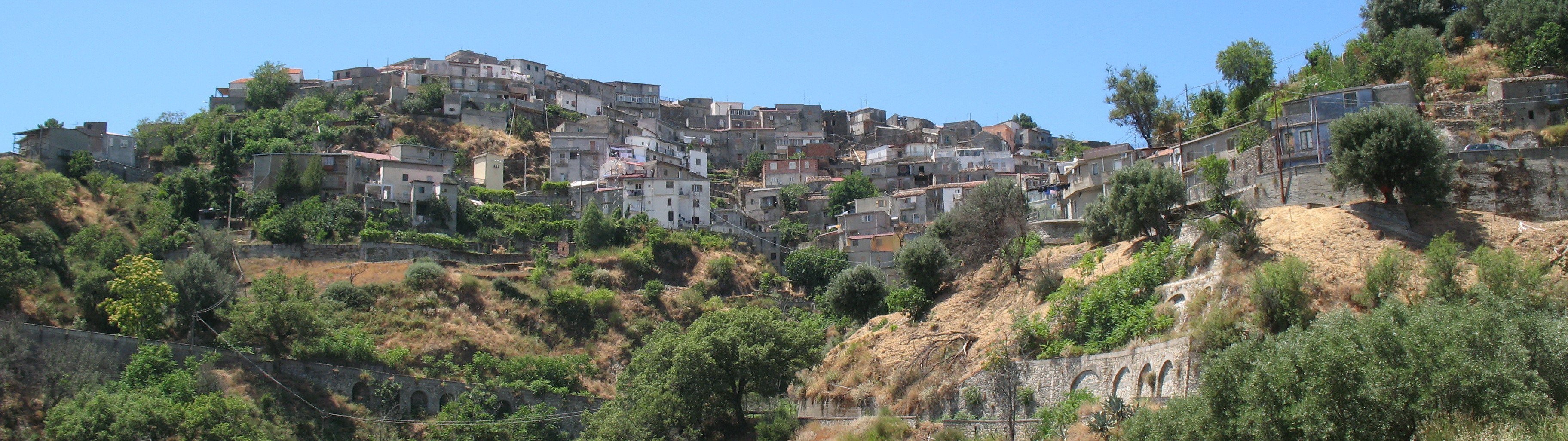

سن لورنزو (کالابریا) (به ایتالیایی: San Lorenzo) یک کومونه در ایتالیا است که در استان رجو کالابریا واقع شده‌است.

## خصوصیات
سن لورنزو ۶۴٫۲ کیلومترمربع مساحت و ۲٬۹۱۶ نفر جمعیت دارد و ۷۸۷ متر بالاتر از سطح دریا واقع شده‌است.